# Quarto
För andra betydelser, se Quarto (olika betydelser).
Quarto är en ort och kommun i storstadsregionen Neapel, innan 2015 provinsen Neapel, i regionen Kampanien i Italien. Kommunen hade 41 151 invånare (2017).
Olika fotbalsslag spelar i Quarto, bl.a. A.S.D. Quartograd och A.S.D. Futsal Quarto. Den sistnämnda grundades 2017 som futsalslag och har tre olika lag: en herralag som spelar i tredje divisionen (Serie C2), en Under 19 och en kvinnlig fotbollslag som spelar i tredje divisionen (Serie C1).